# Alternatives (ONG)
Pour les articles homonymes, voir Alternative.
 (mars 2013).
Si vous disposez d'ouvrages ou d'articles de référence ou si vous connaissez des sites web de qualité traitant du thème abordé ici, merci de compléter l'article en donnant les références utiles à sa vérifiabilité et en les liant à la section « Notes et références ».
Alternatives est une organisation non gouvernementale de solidarité et de développement international fondée à Montréal en 1994.
Alternatives travaille pour la justice et l’équité dans les relations entre les individus et les communautés au Nord comme au Sud. Elle est active dans plus de 35 pays du monde, où elle soutient les initiatives des mouvements communautaires en faveur du respect des droits économiques, sociaux et politiques, des personnes et des communautés touchées par la pauvreté, la discrimination, l’exploitation et la violence.
Le nom complet et officiel d'Alternatives est : Alternatives, réseau d'action et de communication pour le développement international.

## Alternatives dans le monde
Alternatives est présente en Amérique latine, en Afrique, en Europe, au Moyen-Orient, en Asie centrale, en Asie du Sud et en Asie du Sud-Est. Le programme international de l'ONG fait s'opérer plusieurs projets simultanément dans le monde selon quatre axes principaux : écologie sociale ; paix, démocratie et citoyenneté ; mouvements pour la justice sociale ; médias et technologies de l'information et de communication.
Dans chacune de ces régions, Alternatives travaille en étroit partenariat avec les groupes de femmes et d’hommes qui ont décidé de prendre l’initiative du progrès, du respect, de la justice, de la paix et du développement durable dans leur communauté, leur environnement, leur région. 
Alternatives soutient la mise en réseau de ces groupes afin qu’ils bénéficient des expériences et des réussites les uns des autres. Cette mise en réseau est primordiale, car elle permet le développement d’une analyse et d’une compréhension adéquate des maux qui affectent les communautés, mais dont l’origine leur est extérieure.
L'ONG basée à Montréal s'insère au niveau international dans la fédération Alternatives International. Ce réseau d’organisations comporte 8 membres établis au Niger, en Afrique du Sud, en Inde, au Brésil, au Maroc, en Israël, en Palestine, en France et au Canada. Ce regroupement publie mensuellement le Alternatives International Journal.
Les projets de solidarité internationale d’Alternatives et de ses partenaires se concentrent sur :
- l’environnement et le développement durable ;
- le développement de la démocratie ;
- la réhabilitation de communautés affectées par la guerre ;
- la bonne gouvernance ;
- la justice et l’équité sociale et économique ;
- les droits civiques, politiques, économiques, sociaux et humains ;
- la lutte contre la pauvreté ;
- les droits des femmes, l’égalité et l’équité entre les genres, l’inclusion des femmes à toutes les sphères de la société ;
- l’éducation et l’inclusion des jeunes ;
- le développement de la société civile, la bonne gestion et l’autonomie des communautés ;
- la liberté d’organisation, d’information, de presse, d’opinion et de culte.

## Des programmes de stage pour les jeunes
Alternatives organise également chaque année des stages jeunesse à l’étranger. Question de développer chez les jeunes hommes et jeunes femmes leur sens de la solidarité et leur curiosité vis-à-vis des autres régions du monde et de leur population. Ces stages mettent l’emphase sur la compréhension des réalités des pays du tiers-monde et encouragent l’action afin de faire avancer le message de justice qui anime Alternatives. Des dizaines de jeunes ont ainsi la chance tous les ans de vivre une expérience professionnelle, culturelle et humaine sans pareil.

## Alternatives au Québec et au Canada
Alternatives, c’est aussi plusieurs conférences, un journal, des sites Internet et des tas d’autres activités d’éducation, de mobilisation et d’information.
Le journal des Alternatives est un mensuel distribué à 50 000 exemplaires, qui offre une information différente sur l’actualité internationale, nationale et culturelle.
Au Québec et au Canada, Alternatives intervient à la fois sur les dossiers à caractères internationaux et locaux. À travers un travail d’information et de sensibilisation, l'organisation tente d’influencer les politiques internationales des gouvernements canadien et québécois, afin qu’elles reflètent nos préoccupations de respect, d’équité et de justice avec les pays du Sud, que ce soit sur le plan économique, culturel ou politique. Localement, nous sommes engagés en particulier sur les dossiers relatifs à l’environnement et la démocratie participative, l’accueil des immigrants et les politiques sociales des gouvernements du Québec et du Canada.
À Montréal, Alternatives a mis sur pied le projet Des jardins sur les toits qui favorise l'écologie urbaine et la participation citoyenne. Le projet a d'ailleurs gagné plusieurs prix et mentions.
Dans cet esprit, le projet Des jardins sur les toits explore depuis 2003 de nouvelles façons d’interagir avec le cadre bâti, l’environnement urbain et le cycle alimentaire afin de rendre la ville plus verte et les communautés plus en santé.
L'ONG organise également depuis 16 ans le rendez-vous militant des Journées alternatives : une rencontre incontournable, bien ancrée au centre d’un large processus d’éducation et de mobilisation populaire qui se consolide partout au Québec. Encore cette année[Quand ?], on convie les gens à un week-end de réflexion et de mobilisation dont le thème de cette année (2010) est La solidarité en action ! et qui regroupera une dizaine d’invités internationaux et sans doute plusieurs centaines de membres d’Alternatives et de militants sociaux provenant de divers secteurs et réseaux.

## Financement
Approximativement 50 % des fonds de l'organisation proviennent des gouvernements (principalement l’Agence canadienne de développement international) fédéraux canadiens et provinciaux (Québec). Le reste est recueilli auprès de 50 000 supporters et de groupes partenaires qui s’associent à la mission d’Alternatives, tels des organismes non gouvernementaux, des associations caritatives laïques ou non et des syndicats.
Depuis le 5 décembre 2009, Alternatives vit dans l’incertitude de savoir si le financement que lui accorde l’Agence canadienne de développement international (ACDI) depuis 1994 sera reconduit. Ce financement permet d’appuyer des projets portant sur la lutte aux changements climatiques (Haïti), les droits des femmes et des minorités (Irak), l’accès et le droit à l’information (RD Congo), le développement rural (Afghanistan) et les droits des travailleurs et travailleuses (Amérique centrale - un projet qui devait se réaliser en 2010-2013 en coopération avec la Confédération des syndicats nationaux - CSN). Un dernier volet du programme de base d’Alternatives permet de mener des activités d’engagement du public canadien. Une campagne de soutien à l'ONG Soutenez Alternatives est en cours.[Quand ?]

## Les supporters d'Alternatives
Au Canada, 50 000 individus soutiennent Alternatives financièrement par des dons, en devenant membre ou abonné du journal Alternatives.
Plusieurs personnalités québécoises, canadiennes et internationales soutiennent Alternatives. Parmi celles-ci, on peut compter :
- Judy Rebick, écrivaine et chercheuse engagée
- Françoise David, dirigeante de Québec solidaire et ex-présidente de la Fédération des femmes du Québec (FFQ), promotrice de la Marche mondiale des Femmes
- Gil Courtemanche, grand reporter et écrivain engagé
- Madeleine Parent, féministe et syndicaliste de la première heure
- Ariane Émond, directrice générale de Culture Montréal, journaliste et documentariste
- Margaret Atwood, romancière
- Stanley Péan, président de l’Union des écrivaines et des écrivains québécois, écrivain et animateur culturel à la radio de Radio-Canada
- Mgr Desmond Tutu, prix Nobel de la paix
- Asmaa Jangir, de la Commission des droits de la personne du Pakistan